# Tre femmine in soffitta
Tre femmine in soffitta è un film del 1968 diretto da Richard Wilson.

## Trama
Paxton Quigley, studente presso il Willard College, università esclusivamente maschile situata ad un chilometro dall'università femminile Fulton College, è un incallito donnaiolo. Durante una riunione della confraternita Zeta Chi (ZX), Paxton conosce Tobey Clinton, studentessa della Fulton, e i due iniziano a frequentarsi. La loro relazione prosegue al punto che i due trascorrono insieme l'estate nella spiaggia di Provincetown.
Paxton e Tobey iniziano poi a vivere insieme nella casa di famiglia dei genitori di lei a Provincetown. A causa di un litigio tra Tobey e sua madre, i due giovani sono costretti a separarsi e a trascorrere il resto dell'estate da soli. Tobey, ormai profondamente innamorata, non vede l'ora di rivedere Paxton al loro ritorno al college.
Mentre è in giro sulla sua moto, Paxton incontra Eulice, una giovane artista che ha bisogno di un passaggio. La ragazza, anch'essa studentessa della Fulton, costringe Paxton a posare completamente nudo per un dipinto. Una volta terminato il quadro, Paxton scopre che la ragazza voleva solamente dipingere il suo viso, ma che lo ha fatto spogliare nudo per prendersi gioco di lui. Eulice promette poi di dare il nudo a Paxton come compenso. Dopo un pasto i due si ritirano in un motel che Paxton frequenta con le sue numerose conquiste amorose. Dopo la sua scappatella con Eulice, Paxton si vanta coi suoi fratelli della confraternita di non provare alcun rimorso.
Mentre sono in viaggio Tobey chiede a Paxton di trasferirsi in un appartamento con lei. Paxton reagisce male alla notizia. In seguito Paxton riceve una telefonata da Eulice, la quale vuole rivederlo. Mentre sta andando a casa della ragazza, Paxton incontra una giovane hippie, Jan, intenta a fare un collage di fiori nel bosco. I due iniziano a parlare e ben presto Paxton conduce anche lei al motel. Lì i due mangiano e poi Jan dipinge il corpo di Paxton con dei fiori. Quando lui tenta però di avere un rapporto con lei, la ragazza cerca di fuggire e lui dopo averla aggredita le chiede scusa fingendo di essere omosessuale e di aver subito abusi da un allenatore. Questa bugia fa sì che i due entrino in simpatia e diventino intimi.
Mentre è al cinema con Tobey, Paxton vede Eulice e Jan e fugge prima che le due possano raggiungerlo. Rientrato nella sede della confraternita, il ragazzo inizia a provare dei sensi di colpa per il modo in cui si comporta con le ragazze. Dopo aver affittato un appartamento per se stesso e Tobey, va al suo dormitorio per sorprenderla. Tobey, ovviamente molto sconvolta, dice a Paxton di seguirla nella sua mansarda dove gli rivela che lei, Eulice e Jan hanno scoperto tutto sulle infedeltà del ragazzo. Le tre decidono di punire Paxton tenendolo rinchiuso in soffitta ed avendo continuamente con lui rapporti sessuali fino a farlo crollare fisicamente. Paxton si ribella alla cosa iniziando lo sciopero della fame.
Avendo notato che Paxton manca dalle lezioni da un po' di tempo, il decano di Willard College invia una descrizione di Paxton ai college vicini, etichettandolo come uno studente scomparso. Una compagna di dormitorio di Tobey scopre che Paxton è tenuto prigioniero e lo riferisce all'assistente decano del Fulton College, Dean Nazarin. Nazarin si confronta con Tobey la quale gli spiega tutta la situazione. Benché non sia in grado di accettare ufficialmente le azioni delle giovani donne, il decano offre una possibilità a Tobey di eseguire la "punizione" di Paxton mentre si fa un colpo d'occhio.
Nel frattempo, Paxton, a causa della denutrizione, soffre di allucinazioni. Tobey decide finalmente di liberarlo dalla sua prigionia ed il ragazzo, disorientato, finisce nel dormitorio femminile. Aggredito dalle ragazze del dormitorio, Paxton finisce all'ospedale e le tre ragazze, grazie all'intervento di Dean Nazarin, non subiscono punizioni.
Con l'aiuto di Eulice, Paxton raggiunge Tobey prima che lei lasci la città in autobus e riesce a riconciliarsi con lei dopo un disperato esibizionismo di amore.

## Distribuzione
Nel 1969 l'American International Pictures distribuì il film nei cinema statunitensi in doppia programmazione con Che fai, rubi? (1966) di Woody Allen.